# Teenager werden Mütter
Teenager werden Mütter ist eine österreichische Doku-Soap, die seit 2009 auf ATV ausgestrahlt wird. Bislang gibt es 18 Staffeln.

## Handlung
In der Doku-Soap begleitet ein Fernsehteam Schwangerschaft und Geburt von jugendlichen Protagonisten zwischen 14 und 18 Jahren. Dabei kommen Experten zu Wort und es werden Vorbereitungsgespräche gezeigt. Gefilmt werden alle Termine der jugendlichen Paare beziehungsweise Single-Mütter, jedoch darf die Mutter die Kameras aus dem Kreißsaal verbannen.
Zum festen Team gehört Frauenarzt Armin Breinl, der auf Wunsch in der Privatklinik Graz Ragnitz die Entbindung und auch die Vor- und Nachsorgeuntersuchungen übernimmt.

## Kritik
Teenager werden Mütter gilt als Trash-Format, das durch seinen Sozialvoyeurismus recht hohe Einschaltquoten generiert und insbesondere in den Boulevardmedien breit rezipiert wird. Zu Kritik führte die relativ geringe Gage, die als Basisentlohnung nur 1.500 Euro pro Paar vorsieht. Die Teilnehmer werden auf der Straße oft erkannt und zum Teil auch im Netz angefeindet. Das Produktionsunternehmen bezeichnet dagegen die Gagen als „fair“ und rechtfertigt sich damit, dass je nach finanzieller Lage auch die Babayausstattung zur Verfügung gestellt wird.
In der neunten und zehnten Staffel wurde eine Teilnehmerin gezeigt, die erst 13 Jahre alt war und zum Zeitpunkt der Empfängnis erst 12 Jahre. Damit lag sie unter dem gesetzlichen Schutzalter, das in Österreich gilt. Für die Dreharbeiten war zudem die Einwilligung der Mutter notwendig. Auf Grund des Trash-Charakters der Sendung wurde die Teilnahme kritisiert. ATV begründete den Schritt, ihre Schwangerschaft zu zeigen, mit dem Aufklärungseffekt. Auch Medienwissenschaftler Jürgen Grimm verteidigte die Teilnahme.

## Adaptionen
In Deutschland wurde das Format mit Teenie-Mütter – Wenn Kinder Kinder kriegen (seit 2011) auf RTL II adaptiert.

## Staffelübersicht
| Staffel | Folgenanzahl | 1. Folge           | Letzte Folge      |
| ------- | ------------ | ------------------ | ----------------- |
| 1       | 8            | 4. Februar 2009    | 25. März 2009     |
| 2       | 8            | 22. September 2009 | 10. November 2009 |
| 3       | 8            | 9. März 2010       | 27. April 2010    |
| 4       | 8            | 5. April 2011      | 24. Mai 2011      |
| 5       | 8            | 15. Jänner 2012    | 4. März 2012      |
| 6       | 7            | 6. November 2012   | 18. Dezember 2012 |
| 7       | 10           | 3. September 2013  | 5. November 2013  |
| 8       | 8            | 9. September 2013  | 28. Oktober 2013  |
| 9       | 8            | 8. September 2015  | 27. Oktober 2015  |
| 10      | 12           | 19. April 2016     | 11. Oktober 2016  |
| 11      | 6            | 18. April 2017     | 23. Mai 2017      |
| 12      | 8            | 11. Jänner 2018    | 1, März 2018      |
| 13      | 9            | 10. Jänner 2019    | 7. März 2019      |
| 14      | 12           | 2. Jänner 2020     | 19. März 2020     |
| 15      | 12           | 7. Jänner 2021     | 25. März 2021     |
| 16      | 12           | 6. Jänner 2022     | 29. Dezember 2022 |
| 17      | 12           | 5. Jänner 2023     | 23. März 2023     |
| 18      | 12           | 4. Jänner 2024     | 21. März 2024     |